# METANOIA
METANOIA（メタノイア）は、水樹奈々の39枚目のシングル。2019年7月17日にKING AMUSEMENT CREATIVEから発売された。

## 概要
前作「NEVER SURRENDER」から9ヶ月ぶりとなるシングル。
表題曲「METANOIA」は、テレビアニメ『戦姫絶唱シンフォギアXV』のオープニングテーマ。
シンフォギアシリーズはシリーズを重ねるごとにキャストも増え、ストーリーも壮大なものになっていることから、シリーズの集大成としてだけではなく、これまでの歴代のオープニングテーマとは違う新たな切り口を模索し、男声コーラスでのラップを取り入れるなど、これまでとは違うカラーを打ち出すための新たな取り組みが行われた。作曲者でシンフォギアシリーズの原作者の一人でもある上松範康は楽曲について、「重低音の極悪サウンド」と語っている。
曲名の「METANOIA」は、ギリシャ語で「改心する」「悔い改める」の意味であるが、これはシリーズ原作者の一人である金子彰史のリクエストによるものである。
2曲目の「Born Free」は、Webアニメ「モンスターストライク」（アーサー 騎士王の覚醒編）エンディングテーマ。
3曲目の「SUMMER PIRATES」は、「なか卯」テレビCMソング。

## アートワーク、パッケージ
2019年6月7日にジャケット写真が公開された。初回プレス分は特製カラーケース仕様となる。

## ミュージックビデオ
茨城県内の廃墟にて撮影が行われ、2019年7月1日にYouTubeの公式チャンネルにてショートバージョンが公開された。発売後の8月7日にはフルバージョンも公開されている。

## 収録楽曲
| #  | タイトル           | 作詞         | 作曲       | 編曲       | 時間 |
| -- | ------------------ | ------------ | ---------- | ---------- | ---- |
| 1. | 「METANOIA」       | 水樹奈々     | 上松範康   | 藤永龍太郎 | 4:37 |
| 2. | 「Born Free」      | ヨシダタクミ | 南田健吾   | 南田健吾   | 3:43 |
| 3. | 「SUMMER PIRATES」 | 水樹奈々     | 光増ハジメ | EFFY       | 3:56 |